# Croix-Rouge du Mandchoukouo
La Croix-Rouge du Mandchoukouo (满洲国红十字会) existe de 1938 de 1945.

## Histoire
Après la guerre russo-japonaise de 1904-1905, la Mandchourie passe sous le contrôle de l'empire du Japon, qui créé en 1932 l'État fantoche du Mandchoukouo gouverné par l'ancien empereur chinois Puyi. Durant ces premières années d'existence, les services de santé sont assurés par la Croix-Rouge japonaise et la branche du Manchoukouo n'est fondée que le 15 octobre 1938, et existe jusqu'en 1945 et l'invasion de l'Union soviétique puis l'annexion par la Chine communiste.